# Nabłoto
Nabłoto – wieś w Polsce położona w województwie lubuskim, w powiecie żarskim, w gminie Brody.
Wieś była siedzibą gminy Nabłoto. W latach 1975–1998 miejscowość administracyjnie należała do województwa zielonogórskiego.